# Alive (Jessie-J-Album)
Alive ist das zweite Studioalbum der britischen Popmusikerin und Rapperin Jessie J. Es erschien am 23. September 2013 unter den Labeln Lava und Republic.

## Titelliste
| Nr.          | Titel                                       | Autor(en)                                                                     | Produktion                      | Länge |
| ------------ | ------------------------------------------- | ----------------------------------------------------------------------------- | ------------------------------- | ----- |
| 1.           | It’s My Party                               | Jessica Cornish, Claude Kelly, John Larderi, Colin Norman                     | Kelly, Johnny BLK, Colino Fresh | 3:39  |
| 2.           | Thunder                                     | Cornish, Tor E. Hermansen, Mikkel S. Eriksen, Benjamin Levin, Kelly           | StarGate, Blanco                | 3:35  |
| 3.           | Square One                                  | Cornish, Tom Barnes, Peter Kelleher, Ben Kohn                                 | TMS                             | 3:46  |
| 4.           | Sexy Lady                                   | Cornish, Joshua Coleman, Kelly                                                | Ammo, O.C., Kevin Figs          | 3:13  |
| 5.           | Harder We Fall                              | Cornish, Lukasz Gottwald, Ammar Malik, Daniel Omelio, Henry Walter            | Dr. Luke, Circuit               | 3:57  |
| 6.           | Breathe                                     | Cornish, Sia Furler, Eriksen Hermansen                                        | StarGate                        | 3:57  |
| 7.           | I Miss Her                                  | Cornish, Kelly, Charles T. Harmony                                            | Chuck Harmony, Kelly            | 3:58  |
| 8.           | Daydreamin’                                 | Cornish, Kelly, Josh Abraham, Oliver Goldstein                                | Abraham, Oligee                 | 2:47  |
| 9.           | Excuse My Rude (featuring Becky G)          | Cornish, Rebbeca Marie Gomez, Gottwald, Niles Hollow-Dhar, Malik, Walter      | Dr. Luke, Circuit               | 3:07  |
| 10.          | Wild (featuring Big Sean und Dizzee Rascal) | Cornish, Coleman, Kelly, Sean Anderson, Dylan Mills                           | Ammo                            | 3:54  |
| 11.          | Gold                                        | Cornish, Gottwald, Kelly, Walter                                              | Circuit                         | 3:24  |
| 12.          | Conquer the World (featuring Brandy)        | Cornish, Kelly, John Webb, Jr., Anders Froen, Jamil DeBardlabon, Are Sorkness | Kelly, Jon Jon                  | 3:26  |
| 13.          | Alive                                       | Cornish, Kelly, Rodney „Darkchild“ Jerkins                                    | Darkchild                       | 3:24  |
| Gesamtlänge: | Gesamtlänge:                                | Gesamtlänge:                                                                  | Gesamtlänge:                    | 46:07 |

| Nr.          | Titel                                   | Autor(en)                                                                    | Produktion                                     | Länge |
| ------------ | --------------------------------------- | ---------------------------------------------------------------------------- | ---------------------------------------------- | ----- |
| 14.          | Unite                                   | Cornish, Furler, Eriksen, Hermansen                                          | StarGate                                       | 3:51  |
| 15.          | Hero                                    | Cornish, Lorne Alistair Tennant, Camille Purcell, Marwan El Bergamy, M.Moore | The ThundaCatz                                 | 3:19  |
| 16.          | Magnetic                                | Cornish, Richard „Fazer“ Rawson, Peter „Neros“ Ibsen, Tennant                | STL                                            | 3:54  |
| 17.          | It’s My Party (All About She UKG Remix) | Cornish, Kelly, Larderi, Norman                                              | Kelly, Johnny BLK, Colino Fresh, All About She | 3:44  |
| Gesamtlänge: | Gesamtlänge:                            | Gesamtlänge:                                                                 | Gesamtlänge:                                   | 60:55 |

## Chartplatzierungen
| ChartsChartplatzierungen     | Höchstplatzierung | Wochen |
| ---------------------------- | ----------------- | ------ |
| Deutschland (GfK)            | 35 (2 Wo.)        | 2      |
| Österreich (Ö3)              | 36 (1 Wo.)        | 1      |
| Schweiz (IFPI)               | 15 (3 Wo.)        | 3      |
| Vereinigtes Königreich (OCC) | 3 (18 Wo.)        | 18     |

## Auszeichnungen für Musikverkäufe
| Land/Region                  | Auszeichnungen für Musikverkäufe (Land/Region, Auszeichnung, Verkäufe) | Verkäufe |
| ---------------------------- | ---------------------------------------------------------------------- | -------- |
| Vereinigtes Königreich (BPI) | Gold                                                                   | 100.000  |
| Insgesamt                    | 1× Gold ·                                                              | 100.000  |

Hauptartikel: Jessie J/Auszeichnungen für Musikverkäufe

## Kritik
Auf der Plattform Metacritic bekam das Album einen Durchschnitt von 56/100 Punkten, was im Allgemeinen nicht sonderlich hoch ist. Viele Kritiker bemängelten, dass das Album nicht mit dem Vorgänger auf einer Höhe steht und die Songs viel zu eingängig wären.